# Richard Corts
Richard Corts   (Remscheid, 16 de juliol de 1905 - Remscheid, 7 d'agost de 1974) va ser un atleta alemany, especialista en curses de velocitat, que va competir durant la dècada de 1920.
El 1928 va prendre part en els Jocs Olímpics d'Amsterdam, on va disputar dues proves del programa d'atletisme. Va guanyar la medalla de plata en els 4x100 metres relleus, formant equip amb Georg Lammers, Hubert Houben i Helmut Körnig. En els 100 metres quedà eliminat en sèries.
Corts guanyà el campionat nacional dels 100 metres el 1925 o 1928. El 1925 va establir el rècord d'Europa dels 100 metres amb un temps de 10.5" i el 1928 igualà el rècord del món amb 10.4". Formà part del quartet alemany que el 1928 va establir el rècord del món dels 4x100 metres relleus amb 40.8".
Corts es retirà de la pràctica atlètica el 1930. Després de completar els estudis a Hèlsinki durant dos anys es va fer càrrec de la fàbrica de ganivets del seu pare (Josua Corts) a Remscheid. Es va suïcidar el 1974, als 69 anys.

## Millors marques
- 100 metres llisos. 10.4" (1928) Rècord del món
- 200 metres llisos. 21.8" (1925)
- 4x100 metres llisos. 40.8" (1928) Rècord del món[1][2]